# كريس إسبينوزا
كريس إسبينوزا (بالإنجليزية: Chris Espinosa)‏ هو مهندس وعالم حاسوب أمريكي، ولد في سبتمبر 1981.